# Hacelia attenuata
Espèce
Synonymes
- Asterias coriacea Grube, 1840[2]
- Ophidiaster (Hacelia) attenuatus Gray, 1840[2]
- Ophidiaster lessonae Gasco, 1876[2]
- Ophidiaster superba (H.L. Clark, 1921)[2]
- Pentagonaster attenuatus von Martens, 1895[2]

Hacelia attenuata est une espèce d'étoiles de mer européenne de la famille des Ophidiasteridae.

## Description et caractéristiques
Ce sont de grandes étoiles régulières à cinq bras coniques, allongés et de section légèrement triangulaire, s'effilant régulièrement vers la pointe, et avec un disque central assez réduit. La couleur est généralement jaune-orangée, parfois jusqu'au rouge ou inversement au jaune pâle. Les zones porifères (où se trouvent les papules respiratoires) sont disposées en rangées régulières, formant des dépressions souvent bien visibles (en général colorée de rouge orangé sur le fond jaune orangé). Son épiderme est doux, contrairement aux nombreuses étoiles granuleuses ou piquantes de la zone. La plaque madréporitique est rouge. La face ventrale est plus claire. Son diamètre peut aller de 20 à 30 cm. 

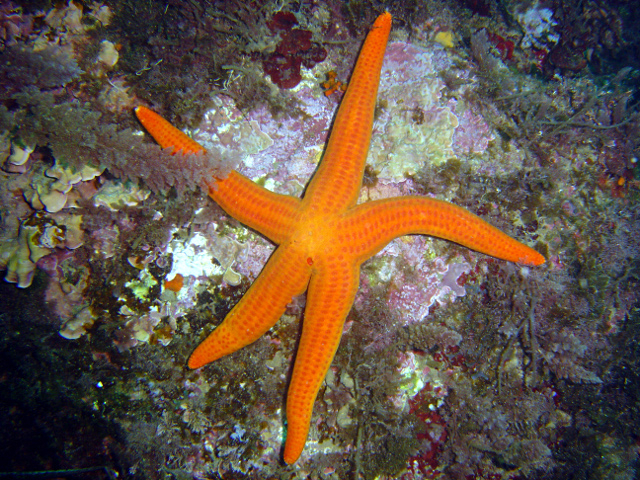
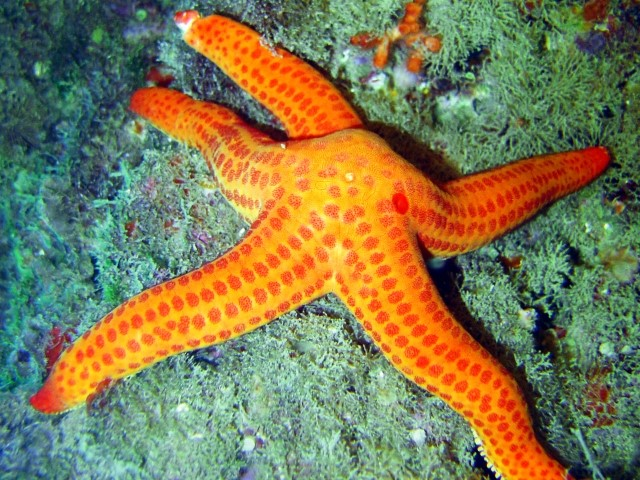
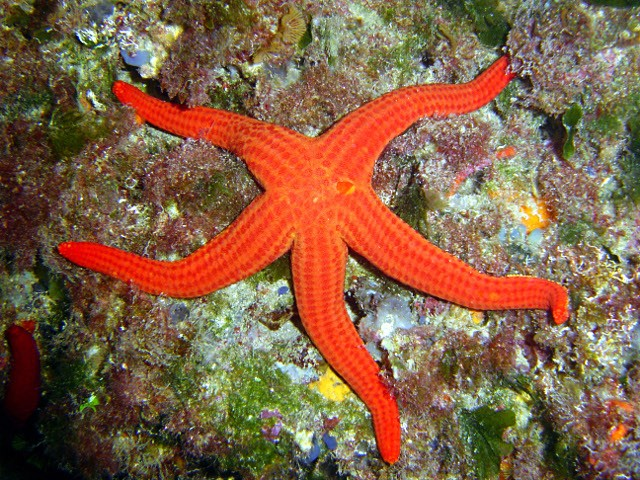
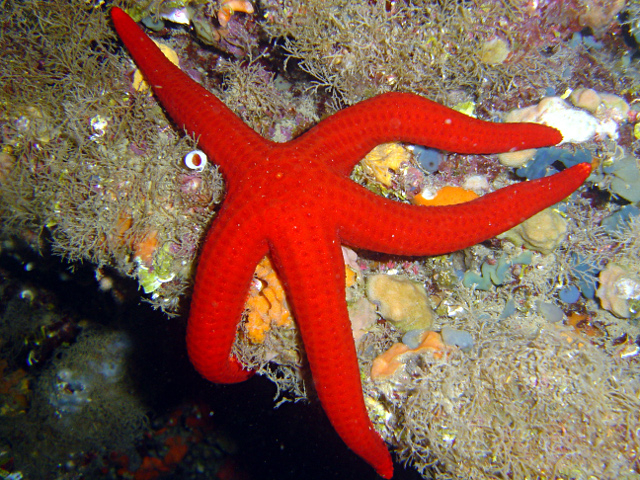
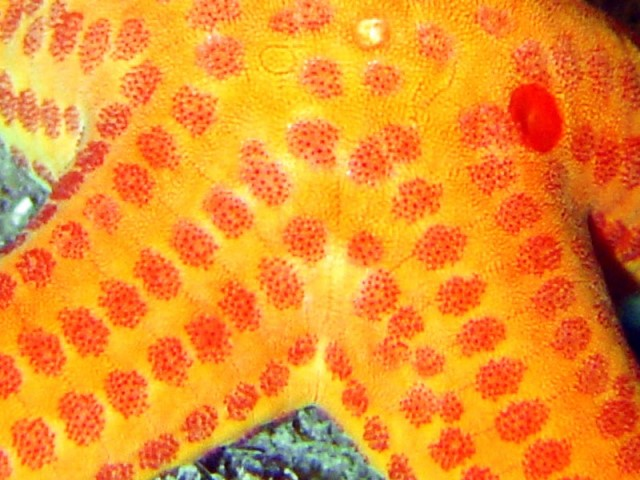

Dans sa région, on doit la distinguer d’Echinaster sepositus (à la surface rêche voire piquante, beaucoup plus fréquente) et Ophidiaster ophidianus (aux bras cylindriques, souvent rouge), ainsi qu'éventuellement de Chaetaster longipes (plus rare, jaune-orangée, aux bras grêles), Luidia ciliaris (aplatie, souvent avec sept bras) ou encore Astropecten aranciacus (aplatie et portant des « peignes » marginaux). 

## Habitat et répartition
Cette étoile se trouve en Méditerranée et Atlantique est tempéré (notamment aux Canaries), sur fonds rocheux, entre la surface et 150 mètres de profondeur : appréciant l'obscurité, elle devient plus abondante avec la profondeur (et encore plus dans les grottes et cavernes).